# Тимелія гірська
Тиме́лія гірська (Illadopsis pyrrhoptera) — вид горобцеподібних птахів родини Pellorneidae. Мешкає в регіоні Африканських Великих озер.

## Підвиди
Виділяють два підвиди:
- I. p. pyrrhoptera (Reichenow & Neumann, 1895) — від сходу ДР Конго до західних Кенії і Танзанії;
- I. p. nyasae (Benson, 1939) — північне Малаві.

## Поширення і екологія
Гірські тимелії мешкають в Демократичній Республіці Конго, Уганді, Руанді, Бурунді, Кенії, Танзанії та Малаві. Вони живуть у вологих гірських тропічних лісах. Зустрічаються на висоті від 1550 до 2800 м над рівнем моря.